# INRI

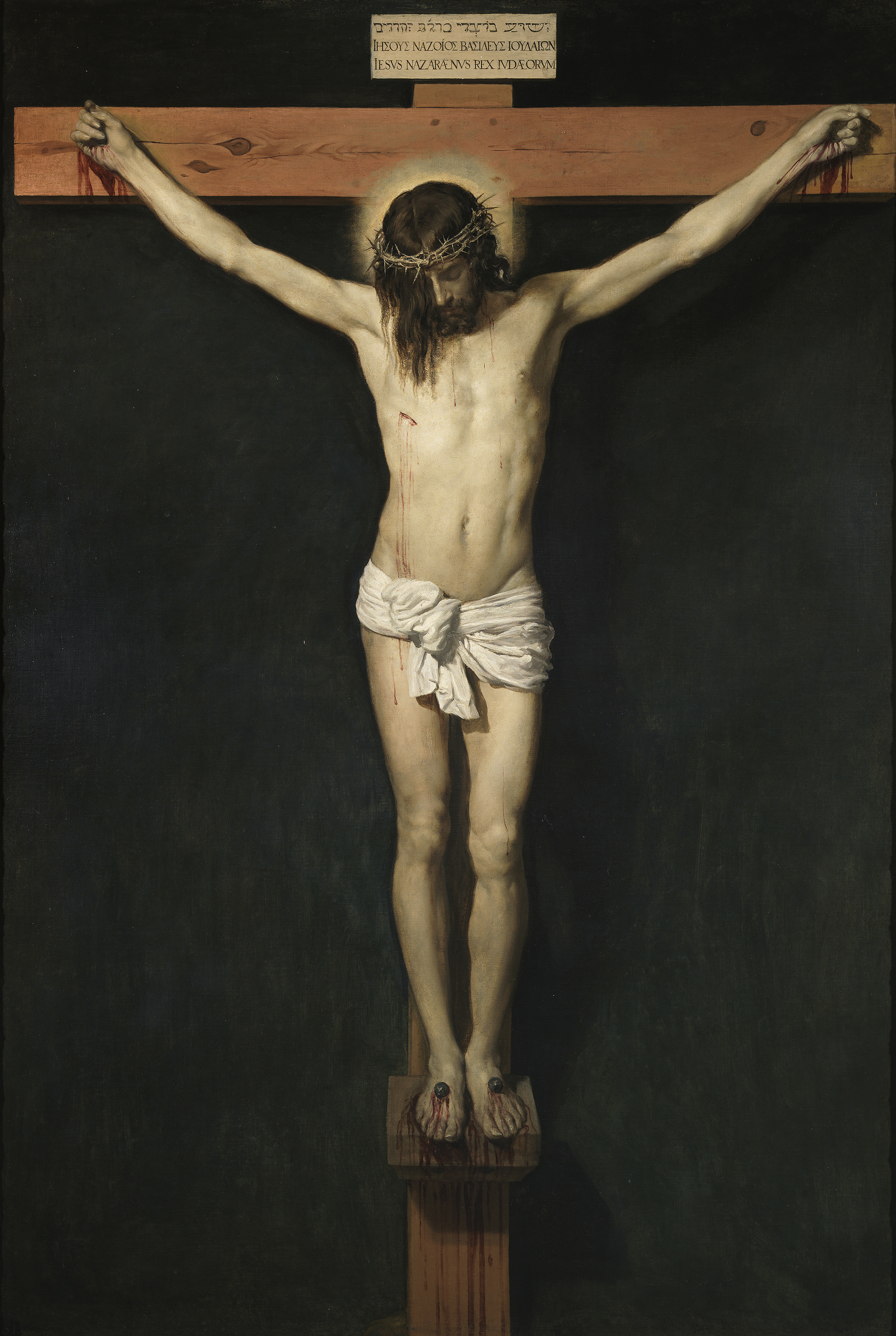
Cristo crucificado, por Diego Velázquez, 1632.

INRI é o acrónimo da frase em latim: Iēsus Nazarēnus, Rēx Iūdaeōrum cuja tradução é «Jesus Nazareno Rei dos Judeus».

## Evangelho de João
Segundo o Evangelho de João, foi a frase que Pilatos ordenou que fosse fixada na cruz onde Jesus Cristo foi crucificado, escrita em latim, grego (Ο Ιησούς από τη Ναζαρέτ Ο βασιλιάς των Εβραίων) e hebraico (ישו מנצרת מלך היהודים)
«"Jesus, o Nazareno, o rei dos judeus."
Muitos dos judeus leram este título, porque o lugar onde Jesus foi crucificado era próximo da cidade. E estava escrito em hebraico, latim e grego.»
Evangelho segundo João, 19, 19-20.

## Titulus Crucis
Conhecida como Titulus Crucis, uma relíquia preservada em Roma alega ser o verdadeiro título, recuperado pela imperatriz Helena no século IV.
A aplicação do método do Carbono-14 demonstrou, porém, tratar-se de um objeto datável entre 980 dc e 1146 dc.

## No Rosacrucianismo
No Rosacrucianismo, o acrónimo é usado como as iniciais latinas das palavras hebraicas que representam os quatro elementos: Aim (água), Jorn (fogo), Ruah (ar) e Iabeshah (terra).

## Na tradição alquímica
Na tradição alquímica, são as iniciais de Igni natura renovatur integra (A natureza é completamente renovada pelo fogo), relacionando portanto essa abreviatura com o simbolismo da ressurreição ou da renovação espiritual.